# Hermann Schwann
Hermann Schwann (* 2. Januar 1899 in Niederhöchstadt/Hessen; † 15. Januar 1977 in Bergisch Gladbach) war ein deutscher Politiker (FDP, VDNV, AUD).

## Leben und Beruf
Nach dem Besuch des Gymnasiums in Köln wurde Schwann Unteroffizier im Ersten Weltkrieg. Danach studierte er Agrarwissenschaften und schloss das Studium als Diplom-Landwirt ab. Ab 1933 arbeitete er als Saatgutfachmann im Reichsnährstand und Leiter der Saatgutstelle Berlin bis 1938, danach als selbständiger Saatgutkaufmann in Wien.
Nach dem Zweiten Weltkrieg bewirtschaftete er einen Hof in Bergisch Gladbach.

## Partei
Politisch betätigte sich Schwann in der DVP und ab 1926 auch im Stahlhelm. Zum 1. Mai 1933 trat er der NSDAP bei (Mitgliedsnummer 2.133.270).
Nach 1945 engagierte sich Schwann zunächst in der FDP, deren Kreisvorsitzender er in Bergisch Gladbach wurde. In den Jahren 1957/58 gehörte er dem FDP-Bundesvorstand an. 1960 trat er aus der FDP aus und gründete am 30. April 1961 mit Wolf Schenke, Werner Otto von Hentig, Bogislaw von Bonin und Theodor Kögler die Vereinigung Deutsche Nationalversammlung (VDNV), deren erster Vorsitzender er wurde. Nach dem Zusammenschluss der VDNV mit der Deutschen Gemeinschaft von August Haußleiter und der Deutschen Freiheits-Partei von Heinrich Kunstmann zur Aktionsgemeinschaft Unabhängiger Deutscher (AUD) im Jahre 1965 stand Schwann auch dieser national-neutralistischen Partei – die später eine der Keimzellen der Grünen werden sollte – bis 1968 vor. Schwann gilt heute als Architekt der Gründung der AUD. Seine Versuche, bekannte Persönlichkeiten wie Thomas Dehler, Oswald Adolph Kohut, Willy Max Rademacher (alle FDP), Hubert Ney (CDU) oder Ex-Reichsbankchef Hjalmar Schacht für die neue Partei zu gewinnen, scheiterten jedoch.

## Abgeordneter
Von 1950 bis 1953 war Schwann Landtagsabgeordneter in Nordrhein-Westfalen. Von 1953 bis 1957 war er für die FDP Mitglied des Deutschen Bundestages. 1956 fuhr er als erster Bundestagsabgeordneter auf eigene Kosten in die Volksrepublik China. Im Deutschen Bundestag stimmte Schwann gegen das Saarstatut, die Pariser Verträge und die Wiederbewaffnung. Wegen seiner Kritik an der Außen- und Atompolitik der Parteiführung verzichtete er 1957 auf eine erneute Kandidatur zum Bundestag.

## Ehrenamtliches
Schwann war von 1971 bis zu seinem Tode Vorsitzender der Deutschen China-Gesellschaft e.V.